# Menna Laura Meijer
Menna Laura Meijer (1964) is een Nederlands journaliste, vooral bekend van haar documentaires.
Meijer was regisseur van onder andere Sweety (2008), Sexy (2007, eervolle vermelding Nipkowschijf), Echte mannen (2005), VPRO Thema en De Donderdag Documentaire. Voor haar documentaire Meisjes ontving zij in 2004 het Gouden Beeld en de eerste prijs in de categorie twaalf tot vijftien jaar non-fictie op het Duitse kindertelevisiefestival Prix Jeunesse.

## Documentaires
- 2003 - Meisjes
- 2003 - Voor ik doodga
- 2005 - Echte mannen
- 2007 - Sexy
- 2008 - Sweety
- 2010 - All we ever wanted
- 2011 - Kyteman. Now what?
- 2011 - De meiden van Chica Radio
- 2013 - 69: liefde sex senior
- 2015 - Sex?
- 2017 - We Margiela
- 2018 - Nu verandert er langzaam iets
- 2019 - Voorspel
- 2022 - Al wat je ziet